# Charise Castro Smith
Charise Castro Smith es una dramaturga, actriz, guionista y productora estadounidense.

## Biografía

### Primeros años y personal
Castro Smith es originaria de Miami, Florida, donde se crio en el seno de una familia cubano puertorriqueña . Asistió a la Universidad de Brown como estudiante de licenciatura y más tarde a la Escuela de Arte Dramático de Yale, donde obtuvo una maestría en Bellas Artes. Antes de graduarse, fue maestra de escuela en la ciudad. Actualmente vive en Los Ángeles y está casada con el actor Joby Earle, a quien conoció en Yale.

### Carrera

#### Primeros años
Mientras cursaba su maestría, escribió una obra de teatro llamada Estrella Cruz (la reina del desguace), producida en el Yale Cabaret, el teatro dirigido por los estudiantes. Paula Vogel, jefa del programa de dramaturgia en ese momento, la adoptó como su mentora. Después de graduarse, Castro Smith trabajó principalmente como actriz hasta que fue seleccionada para el Programa de Becas Van Lier en 2012-2013 en el New Dramatists de Nueva York. Acto seguido empezó a desarrollar guiones para obras de teatro y programas de televisión.

#### Carrera como dramaturga
En 2008 se produjo en el Yale Cabaret la primera obra de Castro Smith, Estrella Cruz, y posteriormente fue presentada en el ANT Fest de Ars Nova en la ciudad de Nueva York y en el Teatro Halcyon de Chicago. La obra fue descrita como un giro cubanoamericano del mito griego de la diosa Perséfone ambientado en el siglo XXI.
En 2011, su obra Boomcracklefly fue presentada en el Teatro Milgaro en Portland, Oregón. Tres años después presentó El Jorobado de Sevilla en el Washington Ensemble Theatre de Seattle. Elogiada como "un alegre riff revisionista sobre el colonialismo desenfrenado", El Jorobado de Sevilla se inspiró en el interés de Smith por la forma en que los americanos entienden la historia de Colón y las masacres que generó su descubrimiento.
La obra más renombrada de Smith, Feathers and Teeth, fue presentada en el Festival del Nuevo Escenario del Teatro Goodman (2013-2014). Inspirada en Hamlet, en las películas de terror de los años 1970 y en el libro de Jon Ronson The Psychopath Test, la obra se centra en una niña de trece años que pierde a su madre y piensa que su nueva madrastra es un demonio. Su obra más reciente, El Huracán, fue presentada en La Jolla Playhouse.

#### Carrera en la televisión y el cine
En 2015, Castro Smith hizo su debut como escritora de televisión con la serie de Lifetime Devious Maids. En 2016 se desempeñó como escritora y productora en la serie El Exorcista, así como escritora y coproductora ejecutiva del piloto de la ABC La Muerte de Sofía Valdez.  En 2018 ofició como escritora y supervisora de producción de la serie de Netflix The Haunting of Hill House. En 2019 escribió y coprodujo el seriado Sweetbitter de Starz.
Castro Smith hará su debut cinematográfico en la película animada de Walt Disney Encanto, centrada en una niña colombiana que crece en el seno de una familia con poderes mágicos.

## Estilo
Muchas de las obras de Castro Smith son de corte cómico, centradas en las relaciones y, a menudo, políticamente relevantes. En particular, pretende crear papeles más complejos y dimensionales para las mujeres en el escenario en los papeles principales. Su obra puede definirse como una mezlca entre Shakespeare, South Park, los mitos griegos y películas de terror de los años 1970.